# Галицыново
Галицыново (укр. Галицинове) — село в Николаевском районе Николаевской области Украины.
Население по переписи 2001 года составляло 2196 человек. Почтовый индекс — 57286. Телефонный код — 512. Занимает площадь 59,814 км².

## Местный совет
57286, Николаевская обл., Витовский р-н, с. Галициново, ул. Центральная, 1, тел. 685-847

## История
Из записей и рассказов жителей известно, что Екатерина II награждала полководцев за боевые заслуги в военных действиях, выделяя им земли. Стремясь как можно быстрее заселить эту территорию, она раздавала земли российским и украинским помещикам, чиновникам, офицерам. Выделила она земли и Сергею Галицин, то Галицкому. Это было в 1800 годах. Есть предположение, что селу более 200 лет.
Здесь, на землях, которые находят у реки, Галицин построил свой особняк, который тянулся от колодца и до конца нынешней улице Пирогова. Существовало еще одно поселение Випханка, где знахолиться Николаевский глиноземный завод.
Другие записи свидетельствуют, что именно после отмены крепостного права в 1861 году было основано село. Землю под застройку раздавали слугам Галичина. Так вокруг имения, вблизи реки, образовалось село. Сергей Галицин раздавал земли и в степи (где современные улицы Набережная и Пирогова). Здесь было организовано несколько кустарных мастерских где работали бондари, кузнецы, сапожники и другие. Работала лавочка. Ежегодно в Богоявленская происходили ярмарки, куда и вывозили местные крестьяне на продажу лошадей, овощи, гончарные изделия.
Впоследствии хозяева имели свои сады возле железнодорожного пути, которые протянулись до современной школы. Здесь были и виноградники. Существует мнение, что Галицин любил сады и выделял под них земли. Красивые сады имел Константин Волченко, славился на всю округу виноград Иосифа Крота.
ПЕРВЫЕ СВЕДЕНИЯ О КОЛХОЗ
С 1909 года, как свидетельствуют архивные данные, село Галициново входило в Снигиревского района Херсонского уезда, а 22 октября 1922 была организована колхоз, которым руководил с 1924 Клименко Захар Платонович, секретарем был Ноздренко Феодосий Никифорович. С 1924 года колхоз "Галициново" входил в объединенную артели имени Ленина №6 Николаевского сельского района Одесской области, а с 1937 года - в Николаевскую область. В октябре 1923 года в колхозе работало 4 семьи. Колхоз не было племенного скота.
СОЗДАНИЕ совхозов 
В 1958 году был создан совхоз "Октябрьский" на основе колхоза "Молодая гвардия". В совхозе было 1622 га земли и 72 рабочих. Первым руководителем совхоза был Бущан Леонид Архипович - умный, честный, трудолюбивый, преданный своему делу человек. Под его руководством совхоз выращивал плодовые и виноградные саженцы, начали строить теплицы для закалки привитых виноградных саженцев, построено мастерскую для привития виноградных саженцев. Засажено 330 га винограда европейских сортов, 100 га привитых лоз, заложено 300 га садов. Главным агрономом в то время был Иван Иванович Лещина (он и сегодня уважаемый человек в нашем селе). За время его руководства выросла урожайность зерновых с 15 до 35 ц с га. Было обновлено 110 га садов и 100 га виноградников. В 1968 году Леонида Бущана были отправлены на работу в управление сельского хозяйства. Его должность заняла Цымбал Анна Григорьевна. Под ее руководством достроили холодильное помещение. В связи с тем, что начали расширяться площади виноградников, был построен прививочный комплекс. Работало три холодильные камеры. Каждая вмещала по 90 тонн продукции. На виноградной школьци лучше прищеплювальницямы были Тарнаруцька Мария (бригадир), Мисюкевич Ольга, Мельник Ольга, Будниченко Евгения, Голота Анна, Бучко Галина, шумных Надежда, Закушняк Стефания. Каждая вмещала по 90 тонн продукции. На виноградной школьци лучше прищеплювальницямы были Тарнаруцька Мария (бригадир), Мисюкевич Ольга, Мельник Ольга, Будниченко Евгения, Голота Анна, Бучко Галина, шумных Надежда, Закушняк Стефания. Каждая вмещала по 90 тонн продукции. На виноградной школьци лучше прищеплювальницямы были Тарнаруцька Мария (бригадир), Мисюкевич Ольга, Мельник Ольга, Будниченко Евгения, Голота Анна, Бучко Галина, шумных Надежда, Закушняк Стефания.
В марте 1977 года директор совхоза стал Сагун Василий Леонтьевич. Под его руководством было построено ангар на второй бригаде, заасфальтированы ток, построены летний лагерь для животных и помещения для разведения крупного рогатого скота. Было посажено 16 га сада на карликовых пидвоях. Для расширения совхоза использовались земли Лиманивсь- кого совхоза "Советская Украина". Село разрасталось, совхоз "Октябрьский" давал высокие урожаи.

## Природа
На песчаных массивах южнее села найдено популяции двух растений из семейства Орхидных, которые занесены в Красную книгу Украины - Anacamptis coriophora и Anacamptis palustris. 
Также невдалеке от села находится ботаническая памятка природы местного значения "Старогалицыновская" - основное ядро популяции василька первично жемчужного на планете. 